# Petro Oros
Petro Pavlo Oros (em húngaro: Orosz Péter Pál; em ucraniano: Петро Павло Орос; Biri, 14 de julho de 1917 – Siltse, 27 de agosto de 1953) foi um bispo auxiliar húngaro da eparquia greco-católica de Mukachevo. Ele atuou durante a perseguição religiosa promovida pelo regime comunista soviético, até ser assassinado por um policial antirreligioso. Considerado mártir, sua beatificação será celebrada em 27 de setembro de 2025.

## Biografia
Petro Pavlo Oros nasceu em 14 de julho de 1917 na aldeia de Biri, no território da atual Hungria. Ele cresceu em uma família profundamente religiosa. Seu pai era um padre greco-católico e desapareceu quando tinha 2 anos. Aos 9 anos ele perdeu a mãe, sendo educado por uma de suas tias. Em 1937, ingressou no Seminário Teológico de Uzhhorod e foi ordenado sacerdote celibatário em 18 de junho de 1942 pela Eparquia Greco-Católica de Mukachevo. Enviado como vigário às aldeias de Velyki Komyaty e Maly Komyaty, distinguiu-se pelo zelo pastoral e pela assistência aos pobres.
Em 1944, a aldeia foi ocupada pelas tropas do Exército Vermelho e integrada na União Soviética. A partir desta data, as autoridades lançaram uma campanha de pressão contra a Igreja, com a prisão e execução de vários padres e bispos. Em 19 de dezembro, ele foi clandestinamente sagrado ao episcopado como bispo auxiliar. O principal e único sagrador foi o beato Theodor Romzha, na época bispo de Mukachevo.
Em 1946, Petro Oros tornou-se pároco de Bilky, perto de Irshava. Em 1949, o regime proibiu o culto e fechou todas as igrejas. Apesar do clima de perseguição, Petro Oros continuou suas atividades sacerdotais. Celebrava a Divina Liturgia em segredo, vestia-se à paisana para ir dar o batismo ou a comunhão aos paroquianos. Um mandado de prisão contra ele foi emitido em 1953. Ele tentou fugir, mas em 28 de agosto um policial o deteve na estação ferroviária da vila de Siltse e o matou. O assassinato foi imediatamente considerado um martírio pelos fiéis.
Durante trinta e nove anos, o local do enterro do Petro Oros foi mantido em segredo. Somente após a legalização da Igreja Greco-Católica, foram chamadas testemunhas que contaram sob juramento os acontecimentos. Após exumação e exame, em 23 de agosto de 1992, seus restos mortais foram sepultados com todas as honras e ritos fúnebres em uma capela construída ao lado da igreja paroquial de Bilky. Desde então, uma peregrinação de jovens acontece anualmente em sua memória.

## Beatificação
A causa de beatificação de Petro Oros começou em 2010, sendo conduzida pela Igreja Católica Bizantina Rutena.
Em 5 de agosto de 2022, o Papa Francisco reconheceu oficialmente seu martírio. Este reconhecimento dispensa a necessidade de um milagre, permitindo sua imediata beatificação. Por consequência da Guerra Russo-Ucraniana, a cerimônia prevista para ocorrer em 2023 teve que ser adiada. Ele seria solenemente beatificado no dia 3 de maio de 2025, no entanto a morte do Papa Francisco causou novamente o adiamento da cerimônia.
Sua beatificação será celebrada em 27 de setembro de 2025 na aldeia ucraniana de Bilky, sendo presidida pelo Arcebispo de Łódź, o Cardeal Grzegorz Ryś, nomeado Legado Pontifício para o evento.